# 4 يوليو
- السبت
- الأحد
- الاثنين
- الثلاثاء
- الأربعاء
- الخميس
- الجمعة

- 283 محرم 1447  هـ
- 294 محرم 1447  هـ
- 305 محرم 1447  هـ
- 16 محرم 1447  هـ
- 27 محرم 1447  هـ
- 38 محرم 1447  هـ
- 49 محرم 1447  هـ
- 510 محرم 1447  هـ
- 611 محرم 1447  هـ
- 712 محرم 1447  هـ
- 813 محرم 1447  هـ
- 914 محرم 1447  هـ
- 1015 محرم 1447  هـ
- 1116 محرم 1447  هـ
- 1217 محرم 1447  هـ
- 1318 محرم 1447  هـ
- 1419 محرم 1447  هـ
- 1520 محرم 1447  هـ
- 1621 محرم 1447  هـ
- 1722 محرم 1447  هـ
- 1823 محرم 1447  هـ
- 1924 محرم 1447  هـ
- 2025 محرم 1447  هـ
- 2126 محرم 1447  هـ
- 2227 محرم 1447  هـ
- 2328 محرم 1447  هـ
- 2429 محرم 1447  هـ
- 2530 محرم 1447  هـ
- 261 صفر 1447  هـ
- 272 صفر 1447  هـ
- 283 صفر 1447  هـ
- 294 صفر 1447  هـ
- 305 صفر 1447  هـ
- 316 صفر 1447  هـ
- 17 صفر 1447  هـ

4 يوليو أو 4 تمُّوز أو 4 يوليه أو يوم 4 \ 7 (اليوم الرابع من الشهر السابع) هو اليوم الخامس والثمانون بعد المئة (185) من السنوات البسيطة، أو اليوم السادس والثمانون بعد المئة (186) من السنوات الكبيسة وفقًا للتقويم الميلادي الغربي (الغريغوري). يبقى بعده 180 يوما لانتهاء السنة.

## أحداث
- 1187 - انتصار المسلمين بقيادة صلاح الدين الأيوبي على الصليبيين في معركة حطين.
- 1636 - تأسيس مدينة بروفيدنس عاصمة ولاية رود آيلاند.
- 1776 - استقلال الولايات المتحدة الأمريكية عن التاج البريطاني وذلك بعد حرب طويلة ساعدتهم فرنسا فيها.
- 1810 - القوات الفرنسية تحتل مدينة أمستردام الهولندية.
- 1827 - ولاية نيويورك تصدر قرارًا تمنع فيه الرق على أراضيها.
- 1837 - تدشين أول خط للسكة الحديدية طويلة المدى في العالم يربط بين برمينغهام وليفربول بإنجلترا.
- 1863 - استسلام ولاية مسيسيبي في إطار الحرب الأهلية الأمريكية وذلك بعد «معركة فيكسبورغ».
- 1886 - إقامة تمثال الحرية في ولاية نيويورك.
- 1918 - تتويج السلطان محمد السادس على عرش الدولة العثمانية خلفًا لأخيه محمد الخامس رشاد.
- 1944 - مجموعة من الطيارين اليابانيين يشنون أول هجوم انتحاري ضد القوات البحرية الأمريكية بالقرب من منطقة أيو جيما في المحيط الهادي، وأدى الهجوم إلى تدمير عدد كبير من السفن الأمريكية.
- 1946 - الفلبين تحصل على استقلالها من قبل الولايات المتحدة بعد أكثر من 381 سنة من الاستعمار الأجنبي، وكان مانويل روكساس أول رئيس للدولة بعد الانتخابات التي أجريت في 4 أبريل 1946.
- 1953 - افتتاح إذاعة صوت العرب في العاصمة المصرية القاهرة.
- 1977 - انفجار سيارة مفخخة قرب مبنى آمرية الطيران في دمشق يؤدي إلى مقتل 6 أشخاص وجرح 11 آخرين، والسلطات السورية تتهم العراق بالمسؤولية.
- 1979 - إطلاق سراح الرئيس الجزائري الأسبق أحمد بن بلة بعد اعتقاله عام 1965 في أعقاب الانقلاب العسكري الذي قاده ضده وزير الدفاع هواري بومدين.
- 1982 - اختطاف أربعة دبلوماسيين إيرانيين خلال الغزو الإسرائيلي للبنان.
- 1993 - منتخب الأرجنتين لكرة القدم يفوز على نظيره المكسيكي ويحرز كأس كوبا أمريكا.
- 1997 - نزول المسبار الفضائي «باث فايندر» على سطح كوكب المريخ.
- 2002 - تحطم طائرة من نوع بوينغ 707 في مطار بانغي بجمهورية أفريقيا الوسطى أدت إلى مصرع 25 شخص.
- 2003 - الجيش الأمريكي يقوم بإلقاء القبض على مجموعة من العسكريين الأتراك خلال غزو العراق، عرفت هذه حادثة باسم عملية قلنسوة.
- 2004 -
  - بداية العمل في برج الحرية الذي سيحل مكان برجي مركز التجارة العالمي في مدينة نيويورك.
  - منتخب اليونان لكرة القدم يفوز على نظيره البرتغالي بهدف مقابل صفر ويتوج بطلًا لكأس أوروبا.
- 2009 - الموجة الأولى من هجمات سيبرانية تستهدف مؤسسات حكومية ومالية ووكالات أنباء في كوريا الجنوبية والولايات المتحدة.
- 2013 - افتتاح لندن أري، وهي أكبر مزرعة رياح بحرية في العالم.
- 2015 -
  - بعد 236 عام، وتخليدا للمشاركة الفرنسية في الثورة الأمريكية، نسخة مطابقة من السفينة العسكرية الفرنسية إرميون تصل إلى تمثال الحرية في نيويورك للمشاركة في احتفالات يوم الاستقلال الأمريكي.
  - منتخب تشيلي لكرة القدم يفوز ببطولة كوبا أمريكا 2015 بعد تفوقه في المباراة النهائية على نظيره الأرجنتيني بركلات الترجيح.
  - تنظيم الدولة الإسلامية في العراق والشام (داعش) يبث شريط فيديو يصور عملية إعدام 25 جندياً سورياً على أيدي مجموعة من الفتية على المسرح الأثري في مدينة تدمر.
- 2016 - تفجير بجوار الحرم النبوي بالمدينة المنورة في السعودية يخلف 5 ضحايا، منهم 4 من قوات الأمن والإرهابي نفسه.
- 2018 - اغتيال عزيز إسبر مدير مركز البحوث العلمية في سوريا بتفجير سيارته في مصياف بمحافظة حماة.
- 2020 -
  - عدد الإصابات المؤكدة بجائحة كورونا يتخطّى حاجز 11 مليون شخص حول العالم، من بينهم أكثر من 523 ألف حالة وفاة وحوالي خمسة ملايين و830 ألف حالة تماثلت للشفاء.
  - مقتل ما لا يقل عن 50 شخصًا جرّاء فيضانات ضربت محافظتي كوماموتو وكاغوشيما في جزيرة كيوشو اليابانية.
- 2021 - مقتل ما لا يقل عن 50 شخصًا في تحطم طائرة لوكهيد سي-130 هيركوليز تابعة للقوات الجوية الفلبينية.
- 2025 - فيضانات في وسط تكساس في الولايات المتحدة تؤدي إلى مقتل 120 شخصًا.

## مواليد
- 1546 - مراد الثالث، سلطان عثماني.
- 1621 - محمد بن أبي بكر الشلي، فقيه ومتصوف ومدرس وكاتب يمني.
- 1715 - كريستيان فورشتيغوت غيلرت، أديب ألماني.
- 1790 - جورج إيفرست، جغرافي ومسّاح ويلزي، أُطلق اسمه على جبل إيفرست.
- 1804 - ناثانيال هاوثورن، روائي أمريكي.
- 1807 - جوزيبي غاريبالدي، عسكري وسياسي إيطالي.
- 1872 - كالفين كوليدج، رئيس الولايات المتحدة.
- 1912 - سعيد عقل، شاعر لبناني.
- 1918 - تاوفآهاو توبو الرابع، ملك تونغا.
- 1921 - جيرارد ديبرو، اقتصادي فرنسي حاصل على جائزة نوبل في العلوم الاقتصادية عام 1983.
- 1926 - ألفريدو دي ستيفانو، لاعب ومدرب كرة قدم أرجنتيني.
- 1927 - نيل سيمون، كاتب أمريكي.
- 1928 - جامبييرو بونيبيرتي، لاعب كرة قدم إيطالي.
- 1941 - مديحة حمدي، ممثلة مصرية.
- 1943 - ميلان ماتشالا، مدرب كرة قدم تشيكي.
- 1952 - ألفارو أوريبي بيليث، رئيس كولومبيا.
- 1957 - فايز العامر ، ممثل كويتي.
- 1960 - عبد الفتاح البرهان ، رئيس مجلس السيادة السوداني.
- 1962 - نجلاء محمود، سيدة أولى مصرية.
- 1964 - إيدي راما، رئيس وزراء ألبانيا.
- 1971 - مالك القلاف، لاعب كرة قدم كويتي.
- 1977 -
  - هاني سلامة، ممثل مصري.
  - ريما مكتبي، إعلامية لبنانية.
- 1978 - إيميل مبينزا، لاعب كرة قدم بلجيكي.
- 1979 - ريمي بندلي، مغنية لبنانية.
- 1980 - شيكو، ممثل مصري.
- 1981 - أدريتو والديمار، لاعب كرة قدم أنغولي.
- 1982 - ريم هلال، ممثلة مصرية.

## وفيات
- 1541 - بيدرو دي ألفارادو، مستكشف إسباني.
- 1826 -
  - جون آدامز، رئيس الولايات المتحدة.
  - توماس جفرسون، رئيس الولايات المتحدة.
- 1831 - جيمس مونرو، رئيس الولايات المتحدة.
- 1881 - يوهان فيلهلم سنلمان، سياسي وفيلسوف فنلندي.
- 1910 - جيوفاني إسكيابارلي، عالم إيطالي في علم الفلك.
- 1934 - ماري كوري، عالمة فيزياء وكيمياء بولندية حاصلة على جائزة نوبل في الفيزياء عام 1903 وجائزة نوبل في الكيمياء عام 1911.
- 1938 - سوزان لنجلن، لاعبة كرة مضرب فرنسية.
- 1981 - أحمد حمدي الخياط، طبيب سوري.
- 1988 - فريال كريم، فنانة لبنانية.
- 2000 - كاظم القلاف، ممثل ومخرج كويتي.
- 2003 - نزار حمدون، سياسي عراقي.
- 2008 - إبراهيم المحواشي، رياضي وصحفي رياضي تونسي.
- 2010 - محمد حسين فضل الله، مرجع دين شيعي لبناني.
- 2011 - سعاد محمد، مغنية لبنانية.
- 2015 - محمد باقر المهري، رجل دين وسياسي كويتي.
- 2020 - مصطفى السعيد، سياسي مصري.
- 2022 - خيري الذهبي، روائي سوري.
- 2025 - رزيقة الطارش، ممثلة إماراتية.

## أعياد ومناسبات
- عيد الاستقلال في الولايات المتحدة.
- يوم الصداقة الفلبينية - الأمريكية.

## وصلات خارجية
- وكالة الأنباء القطريَّة: حدث في مثل هذا اليوم.
- النيويورك تايمز: حدث في مثل هذا اليوم.
- BBC: حدث في مثل هذا اليوم.